# مجموعة فيفوس
فيفوس أو مجموعة فيفوس، شركة ملاجيء وأنفاق تحت الأرض صممت لتحمل الكوارث المستقبلية وكوارث انقراض الحياة من قبل روبرت فيسينو في كاليفورنيا. تم الانتهاء من مأوى على مساحة 10,000 قدم مربع في ولاية إنديانا. في أبريل عام 2012، صرح فيسينو أن الشركة لديها ما يقرب من 25000 مشترك، من بينهم 1,000 قاموا بشراء أسهم لملأجي في الفضاء.

## مواقع

### مأوى انديانا
هو أول ملجأ مكتمل، يقع في ولاية إنديانا؛ تم بناؤه أثناء الحرب الباردة لتحمل ضربة مباشرة من قنبلة نووية 20 ميجاوات. يكفي المأوي لإقامة ما يقرب 80 شخصا. تم بيع مجمع إنديانا بالكامل.

### يوروبا لايف
تخطط فيفوس لتحويل فائض الحرب الباردة السوفيتية في مجمع تحت الأرض علي مساحة 250 ألف قدم في مدينة روتنشتاين بألمانيا، إلي ملجأ أكبر مساحة لاستيعاب ما يصل إلي 1000 شخص، وحديقة حيوانات صغيرة، ومخزن للكنوز الثقافية، وبنك الجينات لإعادة تكوين النباتات والحيوانات بعد حدوث انقراض محتمل. كان من المتوقع أن تشكل لوائح السلامة من الحرائق مشكلة للمشروع تتطلب نظام رش النار في جميع أنحاء المنشأة.

### فيفوس إكس بوينت، داكوتا الجنوبية
في عام 2016، حصلت فيفوس علي قاعدة سابقة للجيش الأمريكي كانت تعرف باسم إيجلو بلاك هيلز مستودع الذخائر، المتواجد في ساوث داكوتا، بالإضافة إلي مستودعات خرسانية وفولاذية تحت الأرض، تم بناؤها من قبل فيلق المهندسين بالجيش في عام 1942 كقلعة عسكرية لتخزين المتفجرات والذخائر. إلي أن تقاعدت القاعدة في عام 1967، كانت تستخدم كمزرعة للماشية. قامت فيفوس بإعادة المجمع وبلغت مساحته 18 ميلا مربعا حتي أصبح أكبر مجمع للمأوي الخاص في العالم. نجح ما يقارب 5000 شخص في البقاء بعيدا عن أي حادث كارثي وما بعده. تبلغ سعة كل مخبأ 80×26,5 قدما، ويتسع إلي ما يصل إلي 24 شخصا بشكل مريح، مع توفير الغذاء والماء والوقود ومستلزمات النظافة لمدة عام أو أكثر. يكلف عقد الإيجار لمدة 99 عاما علي المستودع 1000 دولار سنويا، ويتم وضع 25000 دولار مقدما. تم وضع علامة إكس بوينت علي أنها نقطة في الوقت الذي سيبقي فية المستعدون وحدهم.

### مأوي أتشيسون، كانساس
في عام 2013، حصلت فيفوس علي حق شراء جزء كبير من منشأة تخزين أتشيسون، علي منجم حجر جيري سابق، مساحته 2,700,000 قدم مربع في أتشيسون، كانساس، في السابق كان يمتلك الجيش الأمريكي، وأعلنت عن خطط بتحويله إلي أكبر ملجأ ناجح تحت الأرض في العالم، يسكنة 5000 شخص. في يونيو 2014، ألغيت فيفوس مشروع كانساس بسبب مخاوف الجيولوجيين في الجيش بشأن الاستقرار الهيكلي لمنجم الحجر الجيري بعد أن تعرض الملجأ لعدد من الانهيارات الصخرية من الحجر الجيري.

## وصلات خارجية
- الموقع الرسمي.
- ملجأ فيفوس لعام 2012.
- تقرير عن حصون فيفوس.